# Jan Krzysztof Tarnowski
Jan Krzysztof Tarnowski herbu Leliwa (ur. 1537, zm. 1 kwietnia 1567, Gorliczyna k. Przeworska) – hrabia S.I.R.
Syn hetmana Jana Amora Tarnowskiego i Zofii Szydłowieckiej herbu Odrowąż. Jego żoną (od 1555) była Zofia ze Sprowy Odrowąż, córka Stanisława Odrowąża i księżniczki Anny mazowieckiej.
Był właścicielem Tarnowa, Tarnawca, Krzemiennej, Kuryłówki, Wiewiórki, Przeworska, Rożnowa i Starego Sioła i Jarosławia. Był też sekretarzem królewskim (1554), kasztelanem wojnickim od 1557, starostą sandomierskim od początku 1553, Jan Krzysztof Tarnowski jako starosta sandomierski został zobowiązany przez Zygmunta Augusta w r. 1557 kontraktem do dokończenia przebudowy zamku w Sandomierzu. Prócz powyższych był też starostą stryjskim 1559 i dolińskim 1559.
Zmarł na gruźlicę dnia 1 kwietnia 1567 roku. Był ostatnim przedstawicielem tarnowskiej linii sławnego rodu Tarnowskich, bowiem zmarł bezpotomnie.

## Dedykacje literackie
Janowi Krzysztofowi Tarnowskiemu dedykowano następujące dzieła:
- Jan Kochanowski „Szachy” : „Jego miłości Panu Janowi Krzysztofowi hrabi z Tarnowa, kasztelanowi wojnickiemu przypisane” [6]  Zobacz Szachy na Wikiźródłach
- Jan Kochanowski „Na Leliwę Tarnowskich” po śmierci jego ojca, [7] przesłał J.K. Tarnowskiemu takie życzenia: „Nastań szczęśliwie ty, Miesiącu nowy [...]” [8]  Zobacz Na Leliwę Tarnowskich na Wikiźródłach
- Jan Kochanowski „O śmierci Jana Tarnowskiego kasztelana krakowskiego do syna jego Jana Krzysztofa, hrabie z Tarnowa, kasztelana wojnickiego” [9]  Zobacz O śmierci Jana Tarnowskiego na Wikiźródłach

Powyższe dedykacje mogą się wiązać z wcześniejszym zawarciem znajomości z Kochanowskim, bo poznali się we Włoszech w r. 1554 i wspólnie Półwysep Apeniński zwiedzali. 
- Stanisław Okszyc Orzechowski „Panegyricus nuptiarum Joanis Tarnovii Comitis, Cracoviae 1555”. [11]